# Bjarne Kallis

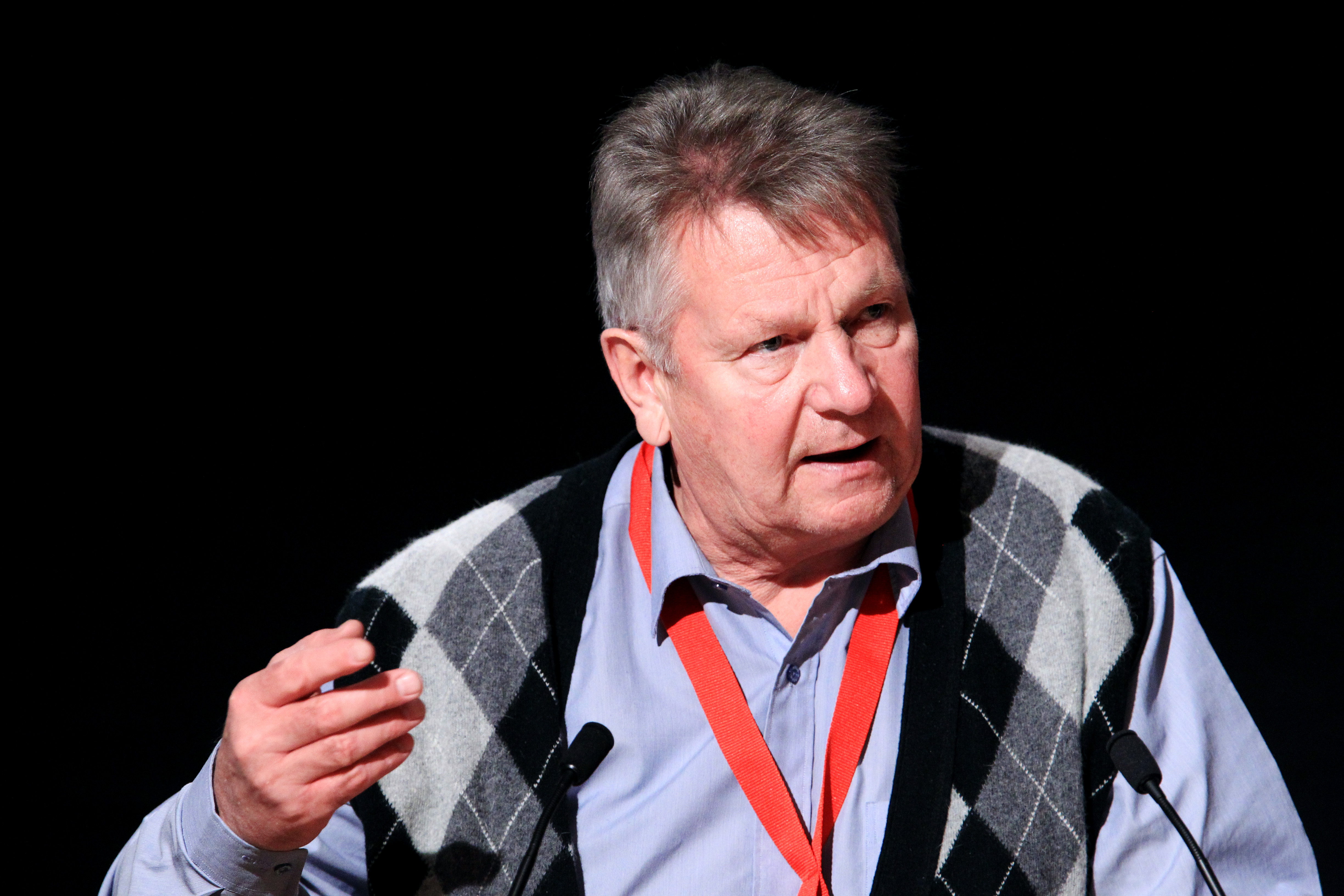
Bjarne Kallis

Johan Bjarne Kallis (* 21. März 1945 in Kokkola) ist ein ehemaliger finnischer Politiker und war von 1995 bis 2004 Vorsitzender der Christdemokratischen Partei (KD).

## Studium und berufliche Laufbahn
Kallis absolvierte ein Studium der Sozialwissenschaften, das er 1968 mit einem Master of Social Sciences abschloss. Anschließend war er für kurze Zeit als Lehrer tätig und war 1969 bis 2003 Lektor an der Handelsakademie von Karleby.

## Politische Laufbahn
Kallis begann seine politische Laufbahn am 22. März 1991 mit der Wahl zum Abgeordneten des Reichstages. Dort vertritt er seitdem die Interessen der Finnischen Christdemokraten (KD) des Wahlbezirks Vaasa. Während seiner Parlamentsmitgliedschaft war er Mitglied verschiedener Ausschüsse. 2007–2011 war er Mitglied des Finanzausschusses und stellvertretendes Mitglied der finnischen Delegation beim Nordischen Rat.
Bereits 1991 wurde er Vorsitzender der KD-Fraktion im Reichstag. Anschließend war er von 1995 bis 2004 Parteivorsitzender. Am 22. März 2007 wurde er wieder Fraktionsvorsitzender, nachdem die bisherige Fraktionsvorsitzende Sari Essayah nicht wieder in den Reichstag gewählt worden war.
Bei der Präsidentschaftswahl am 15. Januar 2006 kandidierte Kallis erfolglos gegen die Amtsinhaberin Tarja Halonen für das Amt des Präsidenten der Republik Finnland. Er erreichte im ersten Wahlgang einen Stimmenanteil von 2,0 %, was einen sechsten Platz unter acht Kandidaten bedeutete. 2011 verzichtete Kallis auf eine erneute Parlamentskandidatur und verabschiedete sich in den Ruhestand.